# Am Durchblick

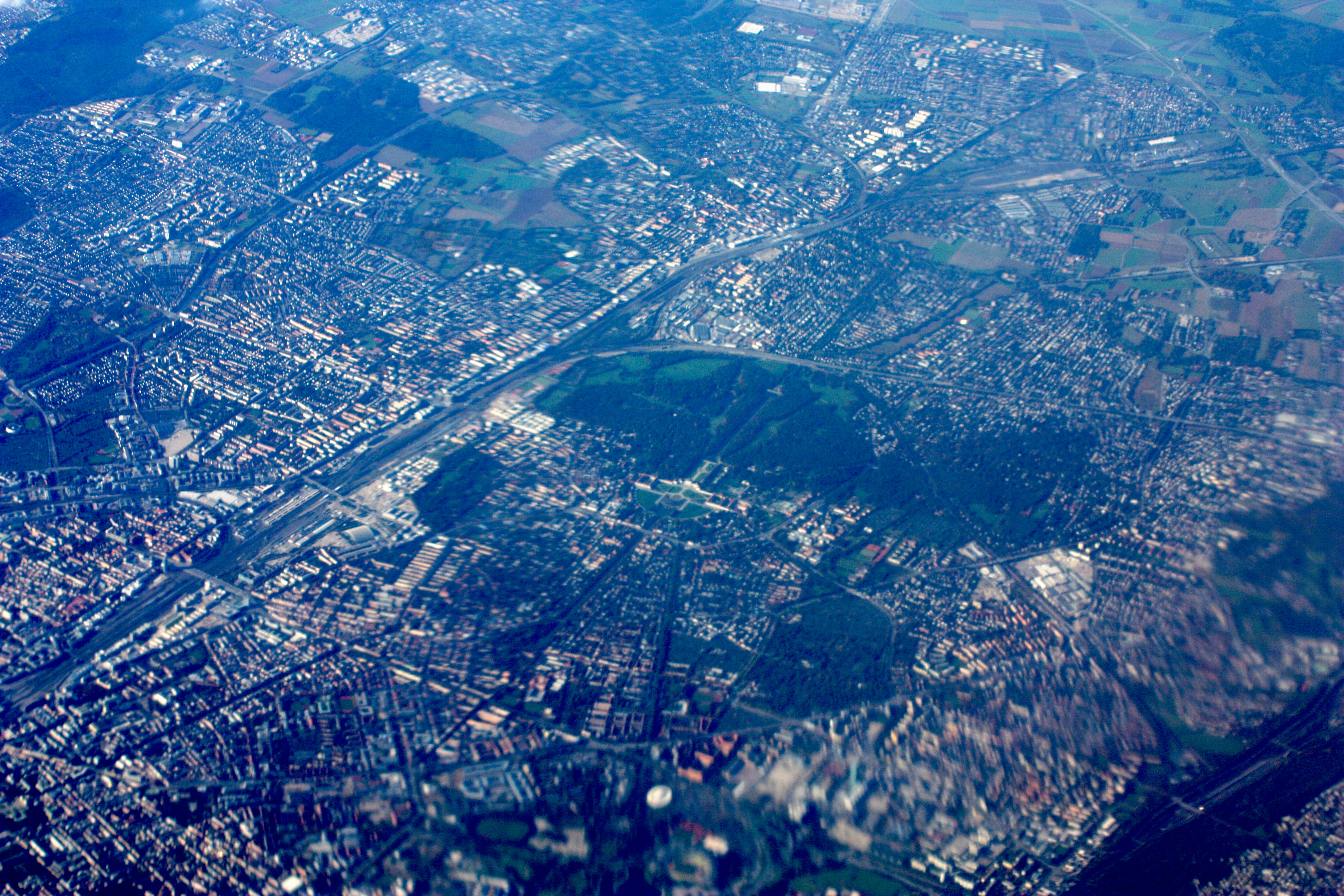
Luftbild von Schlosspark Nymphenburg. In Verlängerung der Sichtachse rechts des Mittelkanals liegen Park und Siedlung Am Durchblick.

Das Toponym Am Durchblick bezeichnet in München eine Grünanlage und eine Siedlung im Münchner Stadtteil Obermenzing. Auch eine in diesem Bereich liegende Straße ist so benannt.

## Hintergrund

Karte des Schlossparks Nymphenburg mit Nördlichem Durchblick (Nr. 23)

Bei der Umgestaltung des Schlossparks Nymphenburg ab 1799 in einen Englischen Landschaftsgarten plante Friedrich Ludwig von Sckell als visuelle Effekte auch baumfrei gehaltene Sichtschneisen ein. Eine dieser Sichtschneisen ist der Nördliche Durchblick (Lage), der von dem Gartenparterre von Schloss Nymphenburg aus nördlich des Nymphenburger Kanals über den Pagodenburger See in Richtung zum Schloss Blutenburg führte. Um den Durchblick nicht durch die Parkmauer zu beeinträchtigen, wurde diese im Bereich der Sichtachse versenkt als Aha gebildet.
Außerhalb des Schlossparks lag in der Sichtachse unbebautes Land. Das Areal wurde auch später von Bebauung freigehalten, so dass die städtebauliche Bedeutung der Sichtachse erhalten blieb. Die Planungen für ein neues Dorfzentrum von Obermenzing in den 1920er Jahren scheiterten ebenso wie die Planung einer Verbindungsstraße im Dritten Reich.
Grünanlage und Siedlung „Am Durchblick“ liegen westlich des Schlossparks an dieser Sichtachse und leiten ihren Namen von dieser Lage ab.

## Grünanlage
Die Grünanlage Am Durchblick (Lage), alternativ auch als Durchblickpark  bezeichnet, erstreckt sich über etwa 1,5 Kilometer Länge zwischen Schloss Blutenburg und dem Schlosspark Nymphenburg. Die ursprüngliche Sichtachse zwischen den beiden Schlössern verläuft entlang des Nordrands des Parks. Der zwischen 80 und 150 Meter breite Grünstreifen ist auf seiner Nord- und Südseite mit Bäumen bestanden. Dazwischen ist eine breite Schneise baumfrei gehalten. Durch sie hat man immer noch von weitem einen Blick auf Schloss Blutenburg. Der Blick auf Schloss Nymphenburg ist jedoch durch den Bahndamm der Bahnstrecke München–Treuchtlingen und die ihn flankierende Baumreihe versperrt. Am Ostende der Grünanlage liegt die Kleingartenanlage des Kleingartenvereins NW 83.

## Siedlung
Die Siedlung Am Durchblick (Lage) liegt zwischen dem Ostteil der gleichnamigen Grünanlage und dem Nymphenburger Kanal. Sie wurde ab 1957 von der Wohnungsbaugesellschaft Südhausbau als Einfamilienhaus-Siedlung errichtet. Die Siedlung umfasst 600 Eigenheime, die gruppenweise zu Reihenhäusern mit dahinter liegendem Garten zusammengefasst sind.
Nördlich befindet sich die Siedlung der Baugenossenschaft mittlerer Verkehrsbeamten.